# Romina Power
Romina Francesca Power sinh ngày 2 tháng 10 năm 1951) là nữ ca sĩ và diễn viên sinh tại Hoa Kỳ.

## Tiểu sử
Sinh tại Los Angeles, California, Hoa Kỳ, Romina Power là con gái cả của diễn viên người Tyrone Power và người vợ thứ hai, nữ diễn viên Linda Christian - người Mỹ gốc México.
Sau khi cha mẹ ly hôn năm 1956, mẹ bà đưa bà cùng em gái Taryn Power đi sống tại nhiều nơi trên thế giới nhưng chủ yếu là ở Mexico và Ý, dù Romina theo học tại Anh.
Romina bắt đầu có hứng thú với âm nhạc từ thuở nhỏ do ảnh hưởng của ban nhạc Mexico Mariachi những năm 1950 và âm nhạc Ý những năm 1960. Vào tuổi vị thành niên, bà quan tâm tới ban nhạc The Beatles và Bob Dylan, những ban nhạc có ảnh hưởng tới sáng tác âm nhạc của bà. Sau khi nhận món quà sinh nhật là chiếc đàn guitar, bà học hợp âm và viết những bài hát đầu tiên.
Bà xuất hiện vài lần, chủ yếu trong các phim tiếng Ý từ khi 14 tuổi, trong đó có bộ phim tai tiếng Justine chuyển thể từ theo tiểu thuyết của bá tước de Sade do Jesus Franco đạo diễn năm 1968.
Bà gặp người chồng là ca sĩ và diễn viên người Ý Albano Carrisi khi cùng nhau đóng phim trong những năm 1960. Họ hợp thành cặp song ca Al Bano và Romina rất nổi danh tại Ý, Tây Ban Nha, Đức, Liên Xô và châu Mỹ Latin. Vợ chồng bà ra rất nhiều album bằng những ngôn ngữ khác nhau và giành vị trí thứ 7 tại cho nước Ý cuộc thi ca nhạc Eurovision năm 1976 và 1985. Hai vợ chồng ly hôn năm 1999, có bốn con:
- Ylenia (sinh 1970), năm 1994 bị mất tích tại New Orleans, Louisiana, Hoa Kỳ.
- Yari (sinh 1973), con trai duy nhất
- Christel (sinh 1985), tham gia chương trình truyền hình tiếng Ý La Fattoria (The Farm)
- Romina (sinh 1987), năm 2005 làm biên tập chương trình truyền hình tiếng Ý Isola dei Famosi (Island of the Famous – Hòn đảo những người nổi danh) cùng cha Albano.

Năm 2005 bà là thành viên ban giám khảo chương trình truyền hình Ý Ballando con le Stelle ("Khiêu vũ cùng các ngôi sao").
Trong năm 2006 và 2007, Romina tổ chức triển lãm tranh do bà vẽ, chủ yếu tại Milan. Cũng trong thời gian này bà đạo diễn phim "Upaya" (2006).
Mùa xuân năm 2007 Romina Power mua nhà tại Sedona, Arizona, Hoa Kỳ và quyết định định cư hẳn tại đây, mãi mãi rời nước Ý. Cuộc phỏng vấn gây ồn ào dư luận mà bà tiết lộ kế hoạch trong tương lai được tạp chí Ý Diva e donna đăng tải. Theo Romina, bà chỉ được công chúng Ý coi như người trình diễn bài Il ballo del qua-qua (Vũ khúc con vịt – bài hát cho trẻ em trong album Felicità năm 1982 của bà và Albano), và bà rất khó thực hiện được việc xuất bản với tư cách nhà văn và họa sĩ. Thêm vào đó, bà còn gặp phải sự quấy rầy khó chịu của báo giới địa phương, những tờ báo chuyên khai thác chủ đề về đời tư của bà và vụ mất tích của cô con gái Ylenia.
Mùa thu năm 2012 Romina Power phát hành "Da lontano" với những bài hát được viết từ năm 1999.
Mùa hè năm 2013, Al Bano và Romina Power tái hợp nhưng chỉ trên phương diện nghề nghiệp một lần cuối, cho một buổi hòa nhạc tại Moskva.
Romina có thể nói được 5 ngôn ngữ: Anh, Ý, Tây Ban Nha, Pháp và Hà Lan.

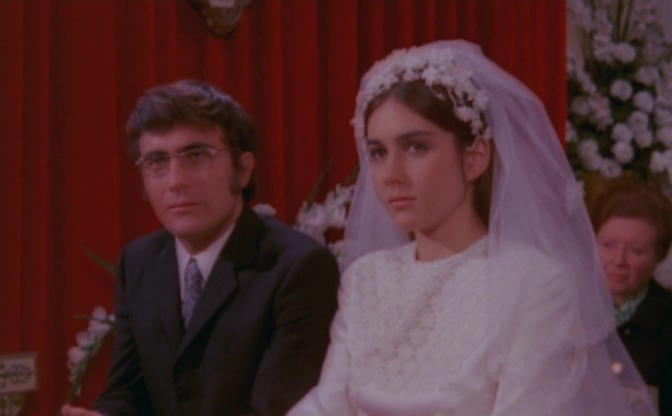
Al Bano và Romina Power trong một cảnh của phim "Mezzanotte d'amore", do Ettore Maria Fizzarotti đạo diễn, năm 1970.

## Với điện ảnh
- Menage all'italiana (Menage Italian Style, 1965)
- Come imparai ad amare le donne (How I Learned to Love Women, 1966)
- Per amore... per magia... (For Love... for Magic, 1967)
- Assicurasi vergine (Insurance on a Virgin, 1967)
- L'oro del mondo (The World's Gold, 1967)
- Vingt-quatre heures de la vie d'une femme (24 Hours in the Life of a Woman, 1968)
- Mayerling (1968)
- Il suo nome è Donna Rosa (Her Name is Donna Rosa, 1969)
- Pensando a te (Thinking of You, 1969)
- Marquis de Sade: Justine (1969)
- Femmine insaziabili (The Insatiables, 1969)
- Las Trompetas del apocalipsis (Trumpets of the Apocalypse, 1969)
- Mezzanotte d'amore (Midnight of Love, 1970)
- Angeli senza paradiso (Angels Without Paradise, 1970)
- Champagne in paradiso (Champagne in Paradise, 1983)
- Il ritorno di Sandokan (The Return of Sandokan, 1996, TV miniseries)
- Tutti i sogni del mondo (All the Dreams in the World, 2003, TV miniseries)
- " 24 Hours In The Life Of A Woman "

## Các đĩa hát

### Đơn ca
- 12 Canzoni E Una Poesia (1969)
- Ascolta, Ti Racconto Di Un Amore (1974)
- Con Un Paio Di Blue-Jeans (1974)

### Với Al Bano
- Storia Di Due Innamorati (1973)
- Atto I (1975)
- Des Nuits Entières (1976)
- 1978 (1978)
- Aria Pura (1979)
- Momentos (1979)
- Sharazan (1981) (Spanish)
- Felicità (1982)
- Felicidad (1982)
- Che Angelo Sei (1982)
- Que Ángel Será (1982)
- 13 + 3 (1982)
- The Golden Orpheus Festival 1984 (1984)
- Effetto Amore (1985)
- Sempre Sempre (1986)
- Siempre Siempre (1986)
- Libertà (1987)
- Libertad (1987)
- Fragile (1988)
- Fragile (Spanish) (1988)
- Fotografia Di Un Momento (1990)
- Fotografía De Un Momento (1990)
- Corriere Di Natale (1990)
- Weihnachten Bei Uns Zu Hause (1991)
- Navidad Ha Llegado (1991)
- Vincerai (1991)
- Vencerás (1991)
- Notte E Giorno (1993)
- El Tiempo De Amarse (1993)
- Emozionale (1995)
- Amor Sagrado (1995)
- Ancora- Zugabe (1996)

## Bút ký
- Al Bano & Romina Power: Autoritratto all A dalla R (Rizzoli 1989)
- Cercando mio padre, (Gremese 1998)
- Ho sognato don Chisciotte, (Bompiani 2000)
- Kalifornia (It's here now), (Arcana 2004)

## Thông tin thêm
- Romina là người biết nhiều ngôn ngữ: bà có thể nói thành thạo 5 thứ tiếng: Anh, Ý, Tây Ban Nha, Pháp và Đức [7].
- Bài hát Sharazan và Felicità của Al Bano và Romina Power chiếm ngôi đầu tại Đức năm 1982. Lời tiếng Đức của bài Felicità được Conny và Jean trình diễn.